# Isluga (Vulkan)
Der Vulkan Isluga ist ein 5577 m hoher Stratovulkan in Nord-Chile, sieben Kilometer von der Grenze zum westlichen Bolivien entfernt. Er liegt 175 km südöstlich von Arica im 1747 Quadratkilometer großen Nationalpark Volcán Isluga im Gebirge Cordillera Occidental in den zentralen Anden. Der Isluga bildet das westliche Endstück einer Kette von Vulkanen, die sich über den Dreiergipfel des Cabaraya (5869 m) und den Tata Sabaya (5385 m) bis zum Cerro Pariani (5077 m) in Bolivien erstreckt.
Der Isluga zählt zu den aktiven Vulkanen, in den vergangenen 150 Jahren weist er verschiedene größere Eruptionen in den Jahren 1868, 1869, 1877 und 1878 auf, und einige kleinere Eruptionen in den Jahren 1863, 1885 und 1913. Bei dem Lavaausbruch im Jahr 1878 wurden verschiedene Ortschaften am Fuß des Berges zerstört. Eine Aktivität des Isluga aus dem Jahr 1960 ist nicht näher bestätigt.